# Битва при Йорке (867)
Битва при Йорке (867) — сражение между викингами из Великой языческой армии и англосаксонским королевством Нортумбрия, состоявшееся 21 марта 867 года в городе Йорк.

## Предыстория

### Йорк

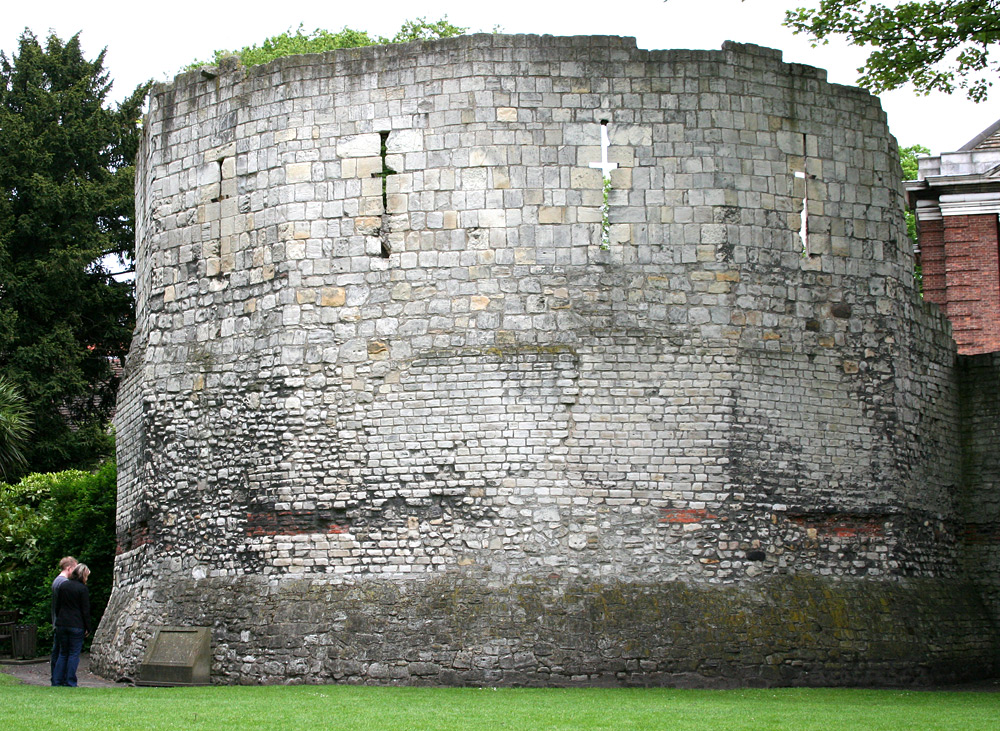
Мультиугольная башня — часть римской стены Йорка

После ухода римлян в V веке город, известный как Эоферуик, перешёл под контроль англосаксов и стал столицей Нортумбрии, служа резиденцией как короля, так и архиепископа Йоркского. К 867 году древние римские стены пришли в упадок и не смогли стать серьёзным препятствием для атакующих.

### Нашествие викингов
Набеги викингов на Британские острова начались ещё в VIII веке, но только в 860-х годах начали формироваться армии, целью которых было завоевание территорий. В 865 году Великая языческая армия высадилась в Восточной Англии, начав завоевание, которое впоследствии привело к образованию Данелага.
Во главе с Уббой и Иваром Бескостным, викинги заняли Йорк 1 ноября 866 года. По преданию, целью Ивара была месть за смерть отца, Рагнара Лодброка. В то время в Нортумбрии шла гражданская война между Эллой и свергнутым Осбертом, и город пал с минимальным сопротивлением.

## Битва
Весной 867 года Элла и Осберт примирились и объединили силы, чтобы вытеснить викингов из Йорка. Изначально нортумбрийцы прорвались за стены города, но улицы Йорка нивелировали их численное преимущество, и викинги взяли верх. Оба короля — Элла и Осберт — были убиты. По одной из версий, викинги оказались между двумя отрядами противника у городских стен, но сумели перегруппироваться и победить.
Скандинавская традиция гласит, что Ивар и Убба были братьями и после победы принесли Эллу в жертву, подвергнув его кровавому орлу. Однако Англосаксонская хроника утверждает просто: «Оба короля были убиты на месте».

## Последствия

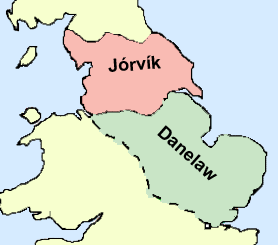
Королевство Йорвик рядом с Данелагом

После победы викинги поставили марионеточного короля — Эгберта I, который правил до 872 года, когда был свергнут восстанием и бежал в Мерсию. В 876 году Хальфдан Рагнарссон подавил восстание и занял Йорк, поделив земли между викингами. Позже на базе этих земель было основано королевство Йорвик, которое просуществовало под контролем викингов до 910 года. После нескольких повторных завоеваний окончательно вошло в состав Уэссекса в 954 году.
До окончательного присоединения к Уэссексу, англосаксонские лорды удерживали власть над Северной Нортумбрией с резиденцией в Бамбурге.